# Morrison Hotel
| Recensione                        | Giudizio        |
| --------------------------------- | --------------- |
| AllMusic                          |                 |
| Robert Christgau                  | B+              |
| The New Rolling Stone Album Guide |                 |
| Sputnikmusic                      | 4.0 (Excellent) |
| Piero Scaruffi                    | 6/10            |
| Onda Rock                         | 6,5/10          |

Morrison Hotel è il quinto album discografico dei The Doors pubblicato nel 1970.

## Descrizione
Morrison Hotel segna il ritorno dei Doors verso atmosfere più hard rock e blues coronate da influssi jazz-fusion. L'album, senza singoli di particolare successo, ebbe invece buon riscontro. L'album fu quarto nella classifica Billboard mentre il singolo You Make Me Real / Roadhouse Blues fu 50º  fra i singoli.
Grazie alle buone vendite di Morrison Hotel, i Doors si aggiudicarono il quinto disco d'oro consecutivo che poi divenne di platino.
La canzone Indian Summer è stata in realtà registrata nelle sessioni ai Sunset Sound Recorders del 1966. Scartata dall'album The Doors, è stata pubblicata in Morrison Hotel. In questo pezzo Ray Manzarek suona il basso a tastiera Fender Rhodes insieme al Vox Continental. La canzone Maggie McGill fa parte della tracklist del film Motel Woodstock, film uscito nelle sale cinematografiche nel 2009. Le canzoni The Spy e Maggie M'Gill fanno parte della tracklist del film The Dreamers - I sognatori di Bernardo Bertolucci, uscito in Italia nel 2003.

## Copertina
L'album originale è diviso in due metà con altrettanti titoli: il primo "Hard Rock Cafè", il secondo appunto "Morrison Hotel", ed a ciascuna delle facciate corrisponde una immagine di copertina.
La prima fa riferimento ad un locale chiamato appunto Hard Rock Cafè, situato all'epoca al civico 300 della East 5th Street, a Los Angeles; oggi al posto del bar c'è un negozio di alimentari chiamato Green Apple Market. Secondo il fotografo Henry Diltz, che realizzò lo scatto, questo locale avrebbe ispirato il nome della famosa omonima catena di ristoranti e alberghi, ma sarebbe solamente una congettura non essendoci alcun riferimento al disco dei Doors nella storia ufficiale della catena nata a Londra nel 1971.
La seconda copertina ritrae la band all'interno del Morrison Hotel, situato all'epoca al 1246 di South Hope Street, sempre a Los Angeles; non è noto quando questo esercizio commerciale abbia chiuso: secondo alcuni articoli e le foto pubblicate su Google Street View era ancora aperto nel 2004, ma nel 2008 era già chiuso. L'edificio è rimasto vacante da anni, ma un nuovo piano di sviluppo è stato annunciato nel 2018 per ripristinare l'edificio.

## Tracce
Lato A: "Hard Rock Cafe"
1. Roadhouse Blues – 4:04 (The Doors)
2. Waiting for the Sun – 3:58 (Jim Morrison)
3. You Make Me Real – 2:50 (Jim Morrison)
4. Peace Frog – 2:52 (Jim Morrison, Robby Krieger)
5. Blue Sunday – 2:08 (Jim Morrison)
6. Ship of Fools – 3:06 (Jim Morrison, Robby Krieger)

Lato B: "Morrison Hotel"
1. Land Ho! – 4:08 (Jim Morrison, Robby Krieger)
2. The Spy – 4:15 (Jim Morrison)
3. Queen of the Highway – 2:47 (Jim Morrison, Robby Krieger)
4. Indian Summer – 2:33 (Jim Morrison, Robby Krieger)
5. Maggie M'Gill – 4:24 (Jim Morrison, The Doors)

Edizione CD del 2007 (40º anniversario, riedizione rimasterizzata con bonus), pubblicato dalla Elektra Records (R2 101173)
1. Roadhouse Blues – 4:08 (Jim Morrison, The Doors) – Hard Rock Cafe
2. Waiting for the Sun – 4:02 (Jim Morrison) – Hard Rock Cafe
3. You Make Me Real – 2:54 (Jim Morrison) – Hard Rock Cafe
4. Peace Frog – 2:51 (Jim Morrison, Robby Krieger) – Hard Rock Cafe
5. Blue Sunday – 2:10 (Jim Morrison) – Hard Rock Cafe
6. Ship of Fools – 3:17 (Jim Morrison, Robby Krieger) – Hard Rock Cafe
7. Land Ho! – 4:14 (Jim Morrison, Robby Krieger) – Morrison Hotel
8. The Spy – 4:21 (Jim Morrison) – Morrison Hotel
9. Queen of the Highway – 2:52 (Jim Morrison, Robby Krieger) – Morrison Hotel
10. Indian Summer – 2:37 (Jim Morrison, Robby Krieger) – Morrison Hotel
11. Maggie M'Gill – 4:21 (Jim Morrison, The Doors) – Morrison Hotel
12. Talking Blues – 0:59 (Jim Morrison, The Doors) – Bonus Track
13. Roadhouse Blues – 8:47 (Jim Morrison, The Doors) – Bonus Track (11/4/69, Takes 1-3)
14. Roadhouse Blues – 9:26 (Jim Morrison, The Doors) – Bonus Track (11/4/69, Take 6)
15. Carol – 0:56 (Chuck Berry) – Bonus Track (11/4/69)
16. Roadhouse Blues – 4:32 (Jim Morrison, The Doors) – Bonus Track (11/5/69, Take 1)
17. Money Beats Soul – 1:04 (The Doors) – Bonus Track (11/5/69)
18. Roadhouse Blues – 6:21 (Jim Morrison, The Doors) – Bonus Track (11/5/69, Takes 13-15)
19. Peace Frog – 2:00 (Jim Morrison, Robby Krieger) – Bonus Track - False Starts & Dialogue
20. The Spy – 3:48 (Jim Morrison) – Bonus Track - Version 2
21. Queen of the Highway – 3:36 (Jim Morrison, Robby Krieger) – Bonus Track - Jazz Version

## Formazione

### Gruppo
- Jim Morrison - voce, maracas, tamburello.
- Robby Krieger - chitarra (Gibson SG, Gibson Les Paul custom)
- Ray Manzarek - tack piano (tracce 3 e 8), Gibson G-101 (tracce 2 e 5), Vox Continental (tracce 4, 6, 7 e 10), pianoforte (tracce 1 e 8), Wurlitzer 140B electric piano (traccia 9), Fender Rhodes Piano Bass (traccia 10), Hammond C-3 organ (traccia 11), RMI Electra piano (traccia 2).
- John Densmore - batteria

### Altri musicisti
- G. Puglese - armonica in Roadhouse Blues
- Lonnie Mack - basso solamente in Roadhouse Blues e Maggie M'Gill
- Ray Neapolitan - basso

## Classifica
- Billboard Music Charts (Nord America)

### Album
| Anno | Chart      | Posizione |
| ---- | ---------- | --------- |
| 1970 | Pop Albums | 4         |

### Singoli
| Anno | Singolo                            | Chart       | Posizione |
| ---- | ---------------------------------- | ----------- | --------- |
| 1970 | Roadhouse Blues / You Make Me Real | Pop Singles | 50        |